# Дискографија Канје Веста
Канје Омари Вест (Атланта, 8. јун 1977) је амерички репер и продуцент. Током каријере која траје од 1988. године сарађивао је са великим бројем музичара, а многима од њих био је и продуцент.

## Албуми
Амерички репер и про дуцент Канје Вест издао је осам студијских албума, два колоборативна студијска албума, два албума уживо, три видео албума и четири микстејпа. Прода је 21 милион албума, а његови албуми имају 100 милиона дигиталних преузимања широм света. Седам његових студијских албума су добили сертификате и друге награде у Сједињеним Државама, а добио је већином позитивне критике.
Његов деби албум The College Dropout објављен је у фебруару 2004. године, добио је позитивне критике и остварио велики успех дебитујући на другом месту америчке Billboard 200 листе, а касније добио награду Америчког удружења дискографских кућа. У августу 2005. године објавио је свој други студијски албум Late Registration који је дебитовао на првом месту музичке листе Billboard 200, а продат је у 860.000 примерака. Албум је добио три сертификата од стране Америчког удружења дискографских кућа.
Трећи студијски албум Graduation, репер је издао у септембру 2007. године и он се нашао на првом месту Blllboard 200 листе, а прода је у 957.000 примерака током прве недеље. Четврт студијски албум 808s & Heartbreak изашао је у новембру 2008. године и његов је трећи узастопни албум који је био на првом месту Billboard 200 листе.
У новембру 2010. године издао је пети студијски албум My Beautiful Dark Twisted Fantasy, који је дебитовао на првом месту Blllboard 200 листе. Током августа 2011. године гостовао је Џеј-Зију на албуму, који је објављен исте годиен у августу. Шести студијски албуму репера Yeezus, објављен је у јуну 2013. године и нашао се на првом месту великог броја листа у Сједињеним Државама, а прве недеље је продат у 327.000 примерака. Осми студијси албум Kids see ghosts издат је 2018. године.

## Синглови
Током своје каријере, Вест је издао 137 синлгова, четири промотивна сингла и шездесет и пет других песама. Од маја 2012. године, његових ешст песама премашило је три милиона дигиталних преузимања. Сарађивао је са репером Twista и Џејми Фоксом на песми Slow Jamz, што је био његов први сингл који се нашао на музичкох листи Hot 100. Године 2004. као најаву за албум The College Dropout издао је четири сингла, а 2005. године као најаву за други студијски албум Late Registration избацио је синглове Touch the Sky", Heard 'Em Say и Gold Digger. Његов први сингл који се нашао на Billboard Hot 100 био је Gold Digger.
Као најаву за трећи студијски албум Graduation, 2007. године избаци оје пет синглова, од чега је песма Stronger доспела на музичку листу Billboard Hot 100, на првом месту. На четвртом студијском албуму 808s & Heartbreak, нашли су се синглови Love Lockdown и Heartless. У периоду од 2008—2009. године сарађивао је са музичарима као што су Џеј-Зи, Лил Вејн, T.I., Кери Хилсон, Ријана и Дрејк.
На петом студијском албуму My Beautiful Dark Twisted Fantasy нашла су се четири сингла Power, Monster, Runaway и All of the Lights претходно објављена, а сви су доспели на Top 25 Billboard Hot 100 листу. Наредне године сарађивао Вест је сарађивао са Кејти Пери на ремиксу своје песме E.T., а дует је био на првом месту листе Billboard Hot 100, што је до тада био његов четврти сингл који се нашао на овој табели. На шестом студијском албуму Yeezus нашли су се синглови Black Skinhead и Bound 2.

## Студијски албуми
| Назив                             | Детаљне информације | Позиција             | Позиција             | Позиција             | Позиција             | Позиција             | Позиција             | Позиција             | Позиција             | Позиција             | Позиција             | Број проданих примерака | Сертификати |
| Назив                             | Детаљне информације | САД                  | САД R&B              | САД реп              | АУС                  | КАН                  | НЕМ                  | ИР                   | НЗ                   | ШВЕ                  | УК                   | Број проданих примерака | Сертификати |
| --------------------------------- | --- | -------------------- | -------------------- | -------------------- | -------------------- | -------------------- | -------------------- | -------------------- | -------------------- | -------------------- | -------------------- | ----------------------- | --- |
| The College Dropout               | - Датум издања: 10. фебруар 2004. - Издавачка кућа: Roc-A-Fella Records, Def Jam Recordings - Формат: ЦД, ЛП, дигитално преузимање | 2                    | 1                    | 5                    | —                    | —                    | 77                   | 13                   | —                    | 96                   | 12                   | - САД: 3,358,000        | - Америчко удружење дискографских кућа: 3× Платинум - BPI: 2× Платинум - MC: Платинум - RMNZ: Злато                                                                                              |
| Late Registration                 | - Датум издања: 30. август 2005. - Издавачка кућа: Roc-A-Fella, Def Jam - Формат: ЦД, ЛП, виртуелно преузимање                     | 1                    | 1                    | 1                    | 14                   | 1                    | 14                   | 2                    | 11                   | 9                    | 2                    | - САД: 3,100,000        | - Америчко удружење дискографских кућа: 3× Платинум - Аустралијско удружење дискографских кућа: Платинум - BPI: 2× Платинум - IRMA: 2× Платинум - MC: 2× Платинум - RMNZ: Платинум               |
| Graduation                        | - Датум издања: 11. септембар 2007. - Издавачка кућа: Roc-A-Fella, Def Jam - Формат: ЦД, ЛП, виртуелно преузимање                  | 1                    | 1                    | 1                    | 2                    | 1                    | 10                   | 2                    | 2                    | 3                    | 1                    | - САД: 2,700,000        | - Америчко удружење дискографских кућа: 2× Платинум - Аустралијско удружење дискографских кућа: Платинум - BPI: Платина - IFPI ШВЕ: Злато - IRMA: 2× Платинум - MC: 2× Платинум - RMNZ: Платинум |
| 808s & Heartbreak                 | - Датум издања: 24. новембар 2008. - Издавачка кућа: Roc-A-Fella, Def Jam - Формат: ЦД, ЛП, виртуелно преузимање                   | 1                    | 1                    | —                    | 12                   | 4                    | 30                   | 11                   | 15                   | 13                   | 11                   | - САД: 1,700,000        | - Америчко удружење дискографских кућа: Платинум - Аустралијско удружење дискографских кућа: Злато - BPI: Платинум - IRMA: Платинум - MC: Платинум                                               |
| My Beautiful Dark Twisted Fantasy | - Датум издања: November 22, 2010 - Издавачка кућа: Roc-A-Fella, Def Jam - Формат: ЦД, ЛП, виртуелно преузимање                    | 1                    | 1                    | 1                    | 6                    | 1                    | 19                   | 18                   | 10                   | 10                   | 16                   | - САД: 1,300,000        | - Америчко удружење дискографских кућа: 2× РПлатинум - Аустралијско удружење дискографских кућа: Платинум - BPI: Злато                                                                           |
| Yeezus                            | - Датум издања: 18. јун 2017. - Издавачка кућа: Def Jam - Формат: CD, digital download                                             | 1                    | 1                    | 1                    | 1                    | 1                    | 15                   | 4                    | 1                    | 6                    | 1                    | - САД: 750,000          | - Америчко удружење дискографских кућа: Платинум - Аустралијско удружење дискографских кућа: Злато - BPI: Злато                                                                                  |
| The Life of Pablo                 | - Датум издања: February 14, 2016 - Издавачка кућа: GOOD Music, Def Jam - Формат: digital download                                 | 1                    | 2                    | 2                    | —                    | 6                    | —                    | 8                    | —                    | —                    | 30                   |                         | - Америчко удружење дискографских кућа: Платинум - BPI: Злато |
| Ye                                | - Датум издања: June 1, 2018 - Издавачка кућа: GOOD, Def Jam - Формат: ЦД, ЛП, виртуелно преузимање                                | 1                    | 1                    | 1                    | 1                    | 1                    | 25                   | 1                    | 1                    | 7                    | 2                    | - САД: 148,000          | - Америчко удружење дискографских кућа: Злато |
| Yandhi                            | - Биће издато: 23. новембра 2018. - Издавачка кућа: GOOD, Def Jam - Формат: ЦД, ЛП, виртуелно преузимање                           | Треба да буде издато | Треба да буде издато | Треба да буде издато | Треба да буде издато | Треба да буде издато | Треба да буде издато | Треба да буде издато | Треба да буде издато | Треба да буде издато | Треба да буде издато | Треба да буде издато    | Треба да буде издато |

### Колоборативни албуми
| Назив                                 | Детаљи | Позиције             | Позиције             | Позиције             | Позиције             | Позиције             | Позиције             | Позиције             | Позиције             | Позиције             | Позиције             | Број проданих примерака | Сертификати |
| Назив                                 | Детаљи | САД                  | САД реп албуми       | Top Rap              | АУС                  | КАН                  | НЕМ                  | ИРЛ                  | НЗ                   | ШВЕ                  | УК                   | Број проданих примерака | Сертификати |
| ------------------------------------- | --- | -------------------- | -------------------- | -------------------- | -------------------- | -------------------- | -------------------- | -------------------- | -------------------- | -------------------- | -------------------- | ----------------------- | --- |
| Watch the Throne (Са Џеј-Зијем)       | - Датум издања: 8. август 2011. - Издавачка кућа: Roc-A-Fella Records, Roc Nation, Def Jam Recordings - Формат: ЦД, ЛП, виртуелно преузимање | 1                    | 1                    | 1                    | 2                    | 1                    | 2                    | 5                    | 4                    | 1                    | 3                    | - Читав свет: 2,000,000 | - Америчко удружење дискографских кућа: Платинум - Аустралијско удружење дискографских кућа: Платинум - BPI: Платинум - MC: Платинум |
| Kids See Ghosts (са репером Kid Cudi) | - Датум издања: 8. јун 2018. - Издавачка кућа: GOOD, Def Jam - Формат: ЦД, ЛП, виртуелно преузимање                                          | 2                    | 1                    | 1                    | 4                    | 3                    | 33                   | 2                    | 3                    | 12                   | 7                    | - САД: 101,000          | |
| Watch the Throne II (Са Џеј-Зијем)    | - Датум издања: TBA - Издавачка кућа: GOOD, Def Jam, Roc Nation - Формат: ЦД, ЛП, виртуелно преузимање                                       | Треба да буде издато | Треба да буде издато | Треба да буде издато | Треба да буде издато | Треба да буде издато | Треба да буде издато | Треба да буде издато | Треба да буде издато | Треба да буде издато | Треба да буде издато | Треба да буде издато    | Треба да буде издато |
| Good Ass Job (Chance the Rapper)      | - Датум издања: TBA - Издавачка кућа: GOOD, Def Jam - Формат: ЦД, ЛП, дигитално преузимање                                                   | Треба да буде издато | Треба да буде издато | Треба да буде издато | Треба да буде издато | Треба да буде издато | Треба да буде издато | Треба да буде издато | Треба да буде издато | Треба да буде издато | Треба да буде издато | Треба да буде издато    | Треба да буде издато |

## Уживо албуми
| Title                        | Детаљи о албуму                                                                                               | Позиције | Позиције | Сертификати   |
| Title                        | Детаљи о албуму                                                                                               | ИР       | УК       | Сертификати   |
| ---------------------------- | --- | -------- | -------- | ------------- |
| Late Orchestration           | - Датум издања: 24. април 2006. - Издавачка кућа: Roc-A-Fella, Def Jam - Формат: ЦД, ЛП, виртуелно преузимање | 46       | 59       | - BPI: Сребро |
| VH1 Storytellers: Kanye West | - Датум издања: 5. januar 2010. - Издавачка кућа: Roc-A-Fella, Def Jam - Формат: ЦД, виртуелно преузимање     | —        | —        |               |

## Видео Албуми
| Назив                               | Детаљи                                                                               | Позиција  | Сертификати                                   |
| Назив                               | Детаљи                                                                               | САД видео | Сертификати                                   |
| ----------------------------------- | ------------------------------------------------------------------------------------ | --------- | --------------------------------------------- |
| The College Dropout Video Anthology | - Датум издања: 22. март 2005. - Издавачка кућа: Roc-A-Fella, Def Jam - Формат: DVD  | 6         | - Америчко удружење дискографских кућа: Злато |
| Late Orchestration                  | - Датум издања: 24. април 2006. - Издавачка кућа: Roc-A-Fella, Def Jam - Формат: ДЦД | —         |                                               |
| VH1 Storytellers: Kanye West        | - Датум издања: 5. јануар 2010. - Издавачка кућа: Roc-A-Fella, Def Jam - Формат: DVD | 2         |                                               |

## Микстејпови
| Назив                                     | Детаљи                                                                                 |
| ----------------------------------------- | -------------------------------------------------------------------------------------- |
| The Prerequisite                          | - Датум издања: 2001 - Формат: ЦД                                                      |
| Get Well Soon...                          | - Датум издања: 2003 - Формат: ЦД                                                      |
| I'm Good...                               | - Датум издања: 2003 - Формат: ЦД                                                      |
| Welcome to Kanye's Soul Mix Show (A-Trak) | - Датум издања: Септембар 2006. - Издавачка кућа: Tube - Формат: ЦД                    |
| Can't Tell Me Nothing                     | - Датум издања: 27. мај 2007. - Издавачка кућа: RGS - Формат: ЦД, дигитални преузимање |

## Синглови

### Као главни извођач
| Назив                                                                                 | Година | Позиција | Позиција | Позиција | Позиција | Позиција | Позиција | Позиција | Позиција | Позиција | Позиција | Сертификати | Албум                                                |
| Назив                                                                                 | Година | САД      | САД R&B  | САД реп  | АУС      | КАН      | НЕМ      | ИР       | НЗ       | ШВЕ      | УК       | Сертификати | Албум                                                |
| ------------------------------------------------------------------------------------- | ------ | -------- | -------- | -------- | -------- | -------- | -------- | -------- | -------- | -------- | -------- | --- | ---------------------------------------------------- |
| "Through the Wire"                                                                    | 2003   | 15       | 8        | 4        | 81       | —        | 61       | 24       | 16       | 48       | 9        | - Америчко удружење дискографских кућа: Злато - BPI: Сребро | The College Dropout                                  |
| "All Falls Down" (Силеном Џонсоном)                                                   | 2004   | 7        | 4        | 2        | —        | 9        | 72       | 23       | 19       | —        | 10       | - Америчко удружење дискографских кућа: Платинум - BPI: Сребро | The College Dropout                                  |
| "Jesus Walks"                                                                         | 2004   | 11       | 2        | 3        | 37       | 4        | —        | 18       | —        | —        | 16       | - Америчко удружење дискографских кућа: 2× Платинум - BPI: Сребро | The College Dropout                                  |
| "The New Workout Plan"                                                                | 2004   | —        | 59       | —        | —        | —        | —        | —        | —        | —        | —        | | The College Dropout                                  |
| "Diamonds from Sierra Leone"                                                          | 2005   | 43       | 21       | 11       | 52       | 18       | 67       | 19       | —        | 52       | 8        | - Америчко удружење дискографских кућа: Злато | Late Registration                                    |
| "Gold Digger" (са Џејми Фоксом)                                                       | 2005   | 1        | 1        | 1        | 1        | 5        | 35       | 3        | 1        | 52       | 2        | - Америчко удружење дискографских кућа: 6× Платинум - Америчко удружење дискографских кућа: Платинум (Mastertone) - Аустралијско удружење дискографских кућа: 4× Платинум - BPI: 2× Платинум - BVMI: Злато - RMNZ: Злато                  | Late Registration                                    |
| "Heard 'Em Say" (са Адам Левином)                                                     | 2005   | 26       | 17       | 12       | 27       | 19       | 95       | 23       | 15       | —        | 22       | - Америчко удружење дискографских кућа: Злато | Late Registration                                    |
| "Touch the Sky" (са Лупе Фијаскоом)                                                   | 2006   | 42       | 23       | 10       | 10       | —        | 97       | 14       | 16       | —        | 6        | - Америчко удружење дискографских кућа: Злато - Аустралијско удружење дискографских кућа: Платинум - BPI: Злато | Late Registration                                    |
| "Impossible" (Twista, Keyshia Cole и BJ]])                                            | 2006   | —        | 54       | —        | —        | —        | —        | —        | —        | —        | —        | | Mission: Impossible III                              |
| "Drive Slow" (са Пол Волом и GLC-om)                                                  | 2006   | —        | —        | —        | —        | —        | —        | —        | —        | —        | —        | | Late Registration                                    |
| "Classic (Better Than I've Ever Been)" (Крис Паркер, Нас и Раким)                     | 2007   | —        | —        | —        | —        | —        | —        | —        | —        | —        | —        | | Није ни на једном албуму                             |
| "Can't Tell Me Nothing"                                                               | 2007   | 41       | 20       | 8        | —        | 16       | —        | —        | —        | —        | 107      | - Америчко удружење дискографских кућа: 2× Платинум - Аустралијско удружење дискографских кућа: Злато - BPI: Сребро | Graduation                                           |
| "Stronger"                                                                            | 2007   | 1        | 1        | 3        | 2        | 1        | 17       | 2        | 1        | 18       | 1        | - Америчко удружење дискографских кућа: 8× Платинум - Америчко удружење дискографских кућа: Платинум (Mastertone) - Аустралијско удружење дискографских кућа:: 4× Платинум - BPI: 2× РПлатинум - BVMI: Платинум - RMNZ: Злато             | Graduation                                           |
| "Good Life" (T-Pain)                                                                  | 2007   | 7        | 3        | 1        | 21       | 23       | 78       | 24       | 11       | —        | 23       | - Америчко удружење дискографских кућа: 2× Платинум - BPI: Сребро | Graduation                                           |
| "Flashing Lights" (Dwele)                                                             | 2007   | 29       | 12       | 2        | 82       | 54       | —        | 21       | —        | —        | 29       | - Америчко удружење дискографских кућа: Платинум - BPI: Сребро | Graduation                                           |
| "Homecoming" (са Крис Мартином)                                                       | 2008   | 69       | 53       | 15       | 32       | 79       | 17       | 5        | 22       | 38       | 9        | - Америчко удружење дискографских кућа: Платинум - Аустралијско удружење дискографских кућа: Злато - BPI: Сребро - BVMI: Злато - IFPI Немачка: Злато                                                                                      | Graduation                                           |
| "Love Lockdown"                                                                       | 2008   | 3        | 26       | —        | 18       | 5        | 8        | 4        | 11       | 18       | 8        | - Америчко удружење дискографских кућа: 3× Платинум - Аустралијско удружење дискографских кућа: Злато - BPI: Злато - IFPI Немачка: Злато - RMNZ: Злато                                                                                    | 808s & Heartbreak                                    |
| "Heartless"                                                                           | 2008   | 2        | 4        | 1        | 40       | 8        | 37       | 11       | 6        | 46       | 10       | - Америчко удружење дискографских кућа: 6× Платинум - Америчко удружење дискографских кућа: Платинум (Mastertone) - Аустралијско удружење дискографских кућа: Платинум - BPI: Сребро - RMNZ: Злато                                        | 808s & Heartbreak                                    |
| "Amazing" (Young Jeezy)                                                               | 2009   | 81       | 65       | 22       | —        | —        | —        | —        | —        | —        | —        | - Америчко удружење дискографских кућа: Платинум | 808s & Heartbreak                                    |
| "Paranoid" (Mr Hudson)                                                                | 2009   | —        | —        | —        | 90       | —        | —        | —        | —        | —        | —        | | 808s & Heartbreak                                    |
| "Forever" (Дрејк, Лил Вејн и Еминем)                                                  | 2009   | 8        | 2        | 1        | 99       | 26       | —        | 41       | —        | 68       | 42       | - Америчко удружење дискографских кућа: 6× Платинум - BPI: Злато | Music Inspired by More Than a Game и Relapse: Refill |
| "Power"                                                                               | 2010   | 22       | 22       | 14       | 100      | 49       | —        | 30       | —        | —        | 36       | - Америчко удружење дискографских кућа: 2× Платинум - BPI: Платинум - BVMI: Злато | My Beautiful Dark Twisted Fantasy                    |
| "Runaway" (Pusha T)                                                                   | 2010   | 12       | 30       | 9        | 46       | 13       | —        | —        | —        | 56       | 56       | - Америчко удружење дискографских кућа: Платинум - Аустралијско удружење дискографских кућа: Платинум | My Beautiful Dark Twisted Fantasy                    |
| "Monster" (Џеј-Зи, Рик Рос, Ники Минаж и Боб Ивер)                                    | 2010   | 18       | 30       | 15       | 91       | 43       | —        | —        | —        | —        | 146      | - Америчко удружење дискографских кућа: Платинум - BPI: Сребро | My Beautiful Dark Twisted Fantasy                    |
| "All of the Lights" (са Ријаном)                                                      | 2010   | 18       | 2        | 2        | 24       | 53       | —        | 13       | 13       | 46       | 15       | - Америчко удружење дискографских кућа: 4× Платинум - Аустралијско удружење дискографских кућа: 2× РПлатинум - BPI: Платинум - RMNZ: Злато                                                                                                | My Beautiful Dark Twisted Fantasy                    |
| "Christmas in Harlem" (Cyhi the Prynce и Teyana Taylor)                               | 2010   | —        | —        | —        | —        | —        | —        | —        | —        | —        | —        | | Није ни на једном албуму                             |
| "H•A•M" (са Џеј-Зијем)                                                                | 2011   | 23       | 24       | 15       | 78       | 47       | —        | 40       | —        | —        | 30       | - Америчко удружење дискографских кућа: Злато | Watch the Throne                                     |
| "Otis" (Џеј-Зи и Отис)                                                                | 2011   | 12       | 2        | 2        | 42       | 37       | —        | 41       | —        | 61       | 28       | - Америчко удружење дискографских кућа: 2× Платинум - Аустралијско удружење дискографских кућа: Злато - BPI: Сребро - MC: Злато | Watch the Throne                                     |
| "Lift Off" (Џеј-Зи и Бијонсе)                                                         | 2011   | —        | —        | —        | 81       | —        | —        | —        | —        | —        | 48       | | Watch the Throne                                     |
| "Niggas in Paris" (Џеј-Зи)                                                            | 2011   | 5        | 1        | 1        | 66       | 16       | 40       | 22       | 38       | 43       | 10       | - Америчко удружење дискографских кућа: 6× Платинум - Аустралијско удружење дискографских кућа: 2× Платинум - BEA: Злато - BPI: Платинум - BVMI: Платинум - MC: Платинум - IFPI Немачка: Злато                                            | Watch the Throne                                     |
| "Why I Love You" (Џеј-Зи и Mr Hudson)                                                 | 2011   | —        | —        | —        | —        | —        | —        | —        | —        | 52       | 87       | | Watch the Throne                                     |
| "Gotta Have It" (Џеј-Зи)                                                              | 2011   | 69       | 14       | 13       | —        | —        | —        | —        | —        | —        | —        | - RIAA: Платинум | Watch the Throne                                     |
| "No Church in the Wild" (Џеј-Зи и Frank Ocean)                                        | 2012   | 72       | 31       | 20       | —        | 92       | —        | 55       | —        | —        | 37       | - Америчко удружење дискографских кућа: Платинум - BPI: Злато - IFPI Немачка: Платинум | Watch the Throne                                     |
| "Mercy" (Big Sean, Pusha T и 2 Chainz)                                                | 2012   | 13       | 1        | 1        | 60       | 46       | —        | —        | —        | —        | 55       | - Америчко удружење дискографских кућа: 4× Платинум - BPI: Сребро | Cruel Summer                                         |
| "Cold" (DJ Khaled)                                                                    | 2012   | 86       | 69       | —        | —        | 85       | —        | —        | —        | —        | —        | | Cruel Summer                                         |
| "New God Flow" (Pusha T)                                                              | 2012   | 89       | 43       | —        | —        | 66       | —        | —        | —        | —        | —        | | Cruel Summer                                         |
| "Clique" (Џеј-Зи и Big Sean)                                                          | 2012   | 12       | 2        | 2        | 39       | 17       | —        | —        | —        | —        | 22       | - RIAA: 3× Платинум - BPI: Сребро | Cruel Summer                                         |
| "Black Skinhead"                                                                      | 2013   | 69       | 21       | 15       | 58       | 66       | —        | 55       | —        | —        | 34       | - Америчко удружење дискографских кућа: Платинум - BPI: Злато | Yeezus                                               |
| "Bound 2"                                                                             | 2013   | 12       | 3        | 3        | 56       | 74       | —        | 68       | —        | —        | 55       | - Америчко удружење дискографских кућа: Платинум | Yeezus                                               |
| "Only One" (Paul McCartney)                                                           | 2014   | 35       | 11       | —        | 8        | 31       | 32       | 43       | 8        | 39       | 28       | - Америчко удружење дискографских кућа: Злато | Нису ни на једном албуму                             |
| "FourFiveSeconds" (Ријана и Paul McCartney)                                           | 2015   | 4        | 1        | —        | 1        | 4        | 3        | 1        | 1        | 3        | 3        | - Америчко удружење дискографских кућа: 3× Платинум - Аустралијско удружење дискографских кућа: 3× Платинум - BEA: Злато - BPI: Платинум - BVMI: Платинум - IFPI Немачка: 2x Платинум - IFPI ШВЕ: Злато - SNEP: Злато - RMNZ: 2× Платинум | Нису ни на једном албуму                             |
| "All Day" (Theophilus London, Allan Kingdom и Paul McCartney)                         | 2015   | 15       | 6        | 4        | 42       | 28       | 57       | 77       | 38       | 64       | 18       | - Америчко удружење дискографских кућа: Злато - BPI: Сребро | Нису ни на једном албуму                             |
| "Famous"                                                                              | 2016   | 34       | 13       | 8        | 43       | 31       | —        | 28       | 28       | 45       | 33       | - Америчко удружење дискографских кућа: 2× Платинум - Аустралијско удружење дискографских кућа: Злато - BPI: Злато - MC: Платинум | The Life of Pablo                                    |
| "Father Stretch My Hands\|Father Stretch My Hands, Pt. 1"                             | 2016   | 37       | 14       | 9        | —        | 51       | —        | 74       | —        | —        | 54       | - Америчко удружење дискографских кућа: 2× Платинум - BPI: Сребро | The Life of Pablo                                    |
| "Father Stretch My Hands"                                                             | 2016   | 54       | 18       | 11       | —        | 60       | —        | 87       | —        | —        | 70       | - Америчко удружење дискографских кућа: Платинум | The Life of Pablo                                    |
| "Champions" (Гучи Мејн, Big Sean, 2 Chainz, Травис Скот, Yo Gotti, Quavo и Desiigner) | 2016   | 71       | 22       | 15       | —        | 73       | —        | —        | —        | —        | 128      | - Америчко удружење дискографских кућа: Платинум | Cruel Winter                                         |
| "Fade"                                                                                | 2016   | 47       | 12       | —        | 69       | 37       | —        | 75       | —        | —        | 50       | - BPI: Сребро | The Life of Pablo                                    |
| "Lift Yourself"                                                                       | 2018   | —        | —        | —        | —        | —        | —        | 94       | —        | —        | —        | | Нису ни на једном албуму                             |
| "Ye vs. the People" (T.I.)                                                            | 2018   | 85       | —        | —        | —        | —        | —        | —        | —        | —        | —        | | Нису ни на једном албуму                             |
| "Yikes"                                                                               | 2018   | 8        | 7        | 6        | 18       | 6        | 84       | 16       | 11       | 32       | 10       | - Америчко удружење дискографских кућа: Злато | Ye                                                   |
| "All Mine"                                                                            | 2018   | 11       | 9        | 8        | 10       | 12       | 75       | 13       | 5        | 11       | 11       | - Америчко удружење дискографских кућа: Платина | Ye                                                   |
| "XTCY"                                                                                | 2018   | —        | —        | —        | —        | —        | —        | —        | —        | —        | —        | | Није ни на једном албуму                             |
| "I Love It" (Lil Pump)                                                                | 2018   | 6        | 5        | 5        | 4        | 1        | 9        | 2        | 1        | 6        | 3        | - Америчко удружење дискографских кућа: Злато - BPI: Сребро - RMNZ: Злато | Није ни на једном албуму                             |

### Као гостојући музичар
| Назив                                                                                               | Година | Позиција | Позиција | Позиција | Позиција | Позиција | Позиција | Позиција | Позиција | Позиција | Позиција | Сертификат | Албум                                            |
| Назив                                                                                               | Година | САД      | САД R&B  | САД реп  | АУС      | КАН      | НЕМ      | ИР       | НЗ       | ШВЕ      | УК       | Сертификат | Албум                                            |
| --------------------------------------------------------------------------------------------------- | ------ | -------- | -------- | -------- | -------- | -------- | -------- | -------- | -------- | -------- | -------- | --- | ------------------------------------------------ |
| "Welcome 2 Chicago" (Abstract Mindstate и Канје Вест)                                               | 2001   | —        | —        | —        | —        | —        | —        | —        | —        | —        | —        | | Није ни на једном албуму                         |
| "Get By" (ремикс) (Talib Kweli, Џеј-Зи, Мост Деф и Баста Рајмс)                                     | 2003   | —        | —        | —        | —        | —        | —        | —        | —        | —        | —        | | Није ни на једном албуму                         |
| "Slow Jamz" (Twista, Џејми Фокс и Канје Вест)                                                       | 2003   | 1        | 1        | 1        | 26       | —        | 58       | 30       | 9        | —        | 3        | | Kamikaze and The College Dropout                 |
| "This Way" (Dilated Peoples и Канје Вест)                                                           | 2004   | 78       | 41       | 22       | —        | —        | —        | —        | —        | —        | 35       | | Neighborhood Watch                               |
| "Talk About Our Love" (Brandy и Канје Вест)                                                         | 2004   | 36       | 16       | —        | 28       | —        | 89       | 27       | —        | 42       | 6        | | Afrodisiac                                       |
| "Hold On" (ремикс) (Dwele и Канје Вест)                                                             | 2004   | —        | 53       | —        | —        | —        | —        | —        | —        | —        | —        | | Subject                                          |
| "Higher" (Do or Di и Канје Вест)                                                                    | 2004   | —        | 63       | —        | —        | —        | —        | —        | —        | —        | —        | | D.O.D.                                           |
| "The Food" (Common, Канје Вест и DJ Dummy)                                                          | 2004   | —        | —        | —        | —        | —        | —        | —        | —        | —        | —        | | Be                                               |
| "Selfish" (Slum Village, Канје Вест и John Legend)                                                  | 2004   | 55       | 20       | 15       | —        | —        | —        | —        | —        | —        | 129      | | Detroit Deli (A Taste of Detroit)                |
| "I Changed My Mind" (Keyshia Cole и Канје Вест)                                                     | 2004   | 71       | 23       | —        | —        | —        | —        | —        | —        | —        | —        | | The Way It Is                                    |
| "Real Love" (Rell, Канје Вест и Consequence)                                                        | 2004   | —        | —        | —        | —        | —        | —        | —        | —        | —        | —        | | Није ни на једном албуму                         |
| "Down and Out" (Cam'ron, Канје Вест и Syleena Johnson)                                              | 2005   | 94       | 29       | 20       | —        | —        | —        | —        | —        | —        | —        | | Purple Haze                                      |
| "The Corner" (Common, Канје Вест и The Last Poets)                                                  | 2005   | —        | 42       | —        | —        | —        | —        | —        | —        | —        | —        | | Be                                               |
| "Pusha Man" (Bump J. и Канје Вест)                                                                  | 2005   | —        | —        | —        | —        | —        | —        | —        | —        | —        | —        | | Није ни на једном албуму                         |
| "Go!" (Common, Канје Вест и John Mayer)                                                             | 2005   | 79       | 31       | 21       | —        | —        | —        | —        | —        | —        | 79       | | Be                                               |
| "Wouldn't You Like to Ride?" (Malik Yusef, Канје Вест и Common)                                     | 2005   | —        | —        | —        | —        | —        | —        | —        | —        | —        | 202      | | The Great Chicago Fire: A Cold Day in Hell       |
| "Number One" (John Legend и Канје Вест)                                                             | 2005   | —        | 86       | —        | —        | —        | —        | —        | —        | —        | 62       | | Get Lifted                                       |
| "Brand New" (Rhymefest и Канје Вест)                                                                | 2005   | —        | —        | —        | —        | —        | —        | 30       | —        | —        | 32       | | Blue Collar                                      |
| "Extravaganza" (Џејми Фокс и Канје Вест)                                                            | 2005   | —        | 52       | —        | 44       | —        | 99       | —        | —        | —        | 43       | | Unpredictable                                    |
| "Back Like That" (ремикс) (Ghostface Killah, Канје Вест и Ne-Yo)                                    | 2006   | —        | —        | —        | —        | —        | —        | 48       | —        | —        | —        | | More Fish                                        |
| "Grammy Family" (DJ Khaled, Канје Вест, Consequence и John Legend)                                  | 2006   | —        | —        | —        | —        | —        | —        | —        | —        | —        | —        | | Listennn... the Album и Don't Quit Your Day Job! |
| "Number One" ([Pharrell и Канје Вест)                                                               | 2006   | 57       | 40       | —        | —        | —        | —        | —        | —        | —        | 31       | | In My Mind                                       |
| "Wouldn't Get Far" ( Гејм и Канје Вест)                                                             | 2007   | 64       | 26       | 11       | —        | —        | —        | —        | —        | —        | —        | | Doctor's Advocate                                |
| "I Still Love H.E.R." (Teriyaki Boyz и Канје Вест)                                                  | 2007   | —        | —        | —        | —        | —        | —        | —        | —        | —        | —        | | Serious Japanese                                 |
| "This Ain't a Scene, It's an Arms Race" (ремикс) (Fall Out Boy и Канје Вест)                        | 2007   | —        | —        | —        | —        | —        | —        | —        | —        | —        | —        | | Нису ни на једном албуму                         |
| "Because of You" (ремикс) (Ne-Yo и Канје Вест)                                                      | 2007   | —        | —        | —        | —        | —        | —        | —        | —        | —        | —        | | Нису ни на једном албуму                         |
| "Buy U a Drank (Shawty Snappin')" (ремикс) (T-Pain и Канје Вест)                                    | 2007   | —        | —        | —        | —        | —        | —        | —        | —        | —        | —        | | Нису ни на једном албуму                         |
| "Anything" (Patti LaBelle, Канје Вест Consequence и Mary Mary)                                      | 2007   | —        | 64       | —        | —        | —        | —        | —        | —        | —        | —        | | The Gospel According to Patti LaBelle            |
| "Pro Nails" (Kid Sister и Канје Вест)                                                               | 2007   | —        | —        | —        | —        | —        | —        | —        | —        | —        | —        | | Ultraviolet                                      |
| "Finer Things" (DJ Felli Fel, Канје Вест, Jermaine Dupri, Fabolous и Ne-Yo)                         | 2008   | —        | 80       | 8        | —        | —        | —        | —        | —        | —        | —        | | Није ни на једном албуму                         |
| "American Boy" (Estelle и Канје Вест)                                                               | 2008   | 9        | 55       | —        | 3        | 9        | 5        | 2        | 5        | 5        | 1        | - Америчко удружење дискографских кућа:: 2× Платинум - Аустралијско удружење дискографских кућа:: Платинум - BEA: Злато - BPI: Платинум - BVMI: Злато - IFPI Немачка: Платинум - RMNZ: Злато | Shine                                            |
| "Lollipop" (ремикс) (Лил Вејн, Канје Вест и Static Major)                                           | 2008   | —        | —        | —        | —        | —        | —        | —        | —        | —        | —        | | Tha Carter III                                   |
| "Put On" (Young Jeezy и Канје Вест)                                                                 | 2008   | 12       | 3        | 1        | —        | 46       | —        | —        | —        | —        | —        | - RIAA: 2× Платинум | The Recession                                    |
| "Everybody" (Fonzworth Bentley, Канје Вест и André 3000)                                            | 2008   | —        | —        | —        | —        | —        | —        | —        | —        | —        | —        | | C.O.L.O.U.R.S.                                   |
| "Plastic" (Really Doe и Канје Вест)                                                                 | 2008   | —        | —        | —        | —        | —        | —        | —        | —        | —        | —        | | First Impressions                                |
| "Stay Up! (Viagra)" (88-Keys и Канје Вест)                                                          | 2008   | —        | —        | —        | —        | —        | —        | —        | —        | —        | —        | | The Death of Adam                                |
| "Swagga Like Us" (Џеј-Зи, T.I., Канје Вест и Лил Вејн)                                              | 2008   | 5        | 11       | 4        | —        | 19       | —        | —        | —        | —        | 33       | - Америчко удрућежење дискографских кућа: Платинум - MC: Злато | Paper Trail                                      |
| "Go Hard" DJ Khaled, Канје Вест и T-Pain)                                                           | 2008   | 69       | 53       | 19       | —        | —        | —        | —        | —        | —        | —        | | We Global                                        |
| "What It Is" (Sophia Fresh и Канје Вест)                                                            | 2008   | —        | —        | —        | —        | —        | —        | —        | —        | —        | —        | | So Phreakin' Fresh                               |
| "The Big Screen" (GLC и Kanye West)                                                                 | 2009   | —        | —        | —        | —        | —        | —        | —        | —        | —        | —        | | Није ни на једном албуму                         |
| "Knock You Down" (Кери Хилсон, Канје Вест и Ne-Yo)                                                  | 2009   | 3        | 1        | —        | 24       | 9        | 30       | 2        | 1        | —        | 5        | - Америчко удружење дискографских кућа: 2× Платинум - Аустралијско удружење дискографских кућа:: Gold - BPI: Платинум - RMNZ: Злато                                                          | In a Perfect World…                              |
| "Kinda Like a Big Deal" (Clipse и Канје Вест)                                                       | 2009   | —        | —        | —        | —        | —        | —        | —        | —        | —        | —        | | Til the Casket Drops                             |
| "Walkin' on the Moon" (The-Dream и Канје Вест)                                                      | 2009   | 87       | 38       | —        | —        | —        | —        | —        | —        | —        | —        | | Love vs. Money                                   |
| "Gifted" (N.A.S.A., Канје Вест, Santigold и Lykke Li)                                               | 2009   | —        | —        | —        | —        | —        | —        | —        | —        | —        | —        | | The Spirit of Apollo                             |
| "Supernova" (Mr Hudson и Канје Вест)                                                                | 2009   | —        | —        | —        | —        | —        | 47       | 2        | —        | —        | 2        | - BPI: Злато | Straight No Chaser                               |
| "Maybach Music 2" (Рик Рос, T-Pain, Канје Вест и Лил Вејн)                                          | 2009   | 92       | 54       | —        | —        | —        | —        | —        | —        | —        | —        | | Deeper Than Rap                                  |
| "Make Her Say" (Kid Cudi, Канје Вест и Common)                                                      | 2009   | 43       | 39       | 11       | 62       | 78       | 85       | —        | 35       | —        | 67       | | Man on the Moon: The End of Day                  |
| "Digital Girl" (ремикс) (Џејми Фокс, Канје Вест, The-Dream и Дрејк)                                 | 2009   | 92       | 38       | —        | —        | —        | —        | —        | —        | —        | —        | | Intuition                                        |
| "Run This Town" (Џеј-Зи, Канје Вест и Ријана)                                                       | 2009   | 2        | 3        | 1        | 9        | 6        | 18       | 3        | 9        | 9        | 1        | - Америчко удружење дискографских кућа: 2× Платинум - Аустралијско удружење дискографских кућа: Платинум - BPI: Злато - RMNZ: Злато                                                          | The Blueprint 3                                  |
| "Whatever You Want" (Consequence, Канје Вест и John Legend)                                         | 2009   | —        | —        | —        | —        | —        | —        | —        | —        | —        | —        | | Није ни на једном албуму                         |
| "Ayyy Girl" (JYJ, Канје Вест и Malik Yusef)                                                         | 2010   | —        | —        | —        | —        | —        | —        | —        | —        | —        | —        | | The Beginning                                    |
| "Erase Me" (Kid Cudi и Канје Вест)                                                                  | 2010   | 22       | —        | —        | 50       | 12       | —        | 49       | 22       | —        | 58       | - Америчко удружење дискографских кућа: Платинум | Man on the Moon II: The Legend of Mr. Rager      |
| "Alors on danse" (ремикс) (Stromae, Канје Вест и Gilbere Forte)                                     | 2010   | —        | —        | —        | 79       | —        | —        | —        | —        | —        | —        | | Није ни на једном албуму                         |
| "Deuces" (ремикс) (Крис Браун, Дрејк, Канје Вест и André 3000)                                      | 2010   | —        | —        | —        | —        | —        | —        | —        | —        | —        | —        | | Није ни на једном албуму                         |
| "In for the Kill" (ремикс) (La Roux и Канје Вест)                                                   | 2010   | —        | —        | —        | —        | —        | —        | —        | —        | —        | —        | | Није ни на једном албуму                         |
| "Start It Up " (Lloyd Banks, Канје Вест, Ryan Leslie, Swizz Beatz и Fabolous)                       | 2010   | —        | 52       | 20       | —        | —        | —        | —        | —        | —        | —        | | H.F.M. 2 (Hunger for More 2)                     |
| "Hurricane 2.0" (Thirty Seconds to Mars и Канје Вест)                                               | 2010   | —        | —        | —        | 67       | —        | 45       | —        | —        | —        | 193      | | This Is War                                      |
| "E.T." (Кејти Пери и Канје Вест)                                                                    | 2011   | 1        | 83       | —        | 5        | 1        | 9        | 5        | —        | —        | 3        | - Америчко удружење дискографских кућа: 8× Платинум - Аустралијско удружење дискографских кућа:: 3× Платинум - BPI: Платинум - BVMI: Злато - MC: 3× Платинум                                 | Teenage Dream: The Complete Confection           |
| "Marvin & Chardonnay" (Big Sean, Канје Вест и Roscoe Dash)                                          | 2011   | 32       | 1        | 4        | —        | —        | —        | —        | —        | —        | —        | - Америчко удружење дискографских кућа: Платинум | Finally Famous                                   |
| "Amen" (Pusha T, Young Jeezy и Канје Вест)                                                          | 2011   | —        | —        | —        | —        | —        | —        | —        | —        | —        | —        | | Fear of God II: Let Us Pray                      |
| "I Wish You Would" (DJ Khaled, Канје Вест и Рик Рос)                                                | 2012   | 78       | 37       | 19       | —        | —        | —        | —        | —        | —        | —        | | Kiss the Ring                                    |
| "Pride N Joy" (Fat Joe, Канје Вест, Miguel Jadakiss, Mos Def, DJ Khaled, Roscoe Dash и Баста Рајмс) | 2012   | —        | 81       | —        | —        | —        | —        | —        | —        | —        | —        | | Није ни на једном албуму                         |
| "Birthday Song" (2 Chainz и Канје Вест)                                                             | 2012   | 47       | 10       | 7        | —        | —        | —        | —        | —        | —        | —        | - RIAA: 2× Платинум | Based on a T.R.U. Story                          |
| "Another You" (The World Famous Tony Williams и Канје Вест)                                         | 2012   | —        | —        | —        | —        | —        | —        | —        | —        | —        | —        | | King or the Fool                                 |
| "Diamonds" (ремикс) (Ријана и Канје Вест)                                                           | 2012   | —        | —        | —        | —        | —        | —        | —        | —        | —        | —        | | Није ни на једном албуму                         |
| "Scape Goat (The Fix)" (D'banj и Канје Вест)                                                        | 2013   | —        | —        | —        | —        | —        | —        | —        | —        | —        | —        | | D'Kings Men                                      |
| "Thank You" (Баста Рајмс, Лил Вејн, Канје Вест и Q-Tip)                                             | 2013   | —        | —        | —        | 52       | —        | —        | 87       | —        | —        | 13       | | E.L.E.2 (Extinction Level Event 2)               |
| "I Won" (Future и Канје Вест)                                                                       | 2014   | 98       | 26       | 17       | —        | —        | —        | —        | —        | —        | 169      | - Америчко удружење дискографских кућа: Злато | Honest                                           |
| "Nobody" (Chief Keef и Канје Вест)                                                                  | 2014   | —        | —        | —        | —        | —        | —        | —        | —        | —        | —        | | Nobody                                           |
| "Blessings" (Big Sean, Дрејк и Канје Вест)                                                          | 2015   | 28       | 10       | 5        | —        | 77       | —        | —        | —        | —        | 139      | - Америчко удружење дискографских кућа: 3x Платинум | Dark Sky Paradise                                |
| "U Mad" (Vic Mensa и Канје Вест)                                                                    | 2015   | —        | —        | —        | —        | —        | —        | —        | —        | —        | —        | | Није ни на једном албуму                         |
| "One Man Can Change the World" (Big Sean, Канје Вест и John Legend)                                 | 2015   | 82       | 27       | 21       | —        | —        | —        | —        | —        | —        | —        | - Америчко удружење дискографских кућа: Платинум | Dark Sky Paradise                                |
| "Pop Style" (Дрејк, Канје Вест и Џеј-Зи)                                                            | 2016   | 16       | 4        | 3        | 44       | 20       | —        | 92       | —        | —        | 33       | - Америчко удружење дискографских кућа: 2× Платинум - BPI: Сребро | Views                                            |
| "That Part" (Schoolboy Q и Канје Вест)                                                              | 2016   | 40       | 13       | 8        | —        | 51       | —        | —        | —        | —        | —        | - Америчко удружење дискографских кућа: 2× Платинум | Blank Face LP                                    |
| "Figure It Out" (Френч Монтана, Канје Вест и Нас)                                                   | 2016   | —        | —        | —        | —        | —        | —        | —        | —        | —        | —        | | MC4                                              |
| "Ballin" (Juicy J и Канје Вест)                                                                     | 2016   | —        | —        | —        | —        | —        | —        | —        | —        | —        | —        | | Није ни на једном албуму                         |
| "Timmy Turner" (ремикс) (Desiigner и Канје Вест)                                                    | 2016   | —        | —        | —        | —        | —        | —        | —        | —        | —        | —        | | Није ни на једном албуму                         |
| "Castro" (Yo Gotti, Канје Вест, Big Sean, 2 Chainzи Quavo)                                          | 2016   | —        | —        | —        | —        | —        | —        | —        | —        | —        | —        | | White Friday (CM9)                               |
| "Feel Me" (Tyga и Канје Вест)                                                                       | 2017   | —        | 48       | —        | —        | 90       | —        | —        | —        | —        | —        | | BitchImTheShit2                                  |
| "Love Yourself" (Mary J. Blige и Канје Вест)                                                        | 2017   | —        | —        | —        | —        | —        | —        | —        | —        | —        | —        | | Strength of a Woman                              |
| "Glow" (Дрејк и Канје Вест)                                                                         | 2017   | 54       | 30       | —        | —        | 37       | —        | 65       | —        | —        | 55       | | More Life                                        |
| "Watch" (Travis Scott, Lil Uzi Vert и Канје Вест)                                                   | 2018   | 16       | 9        | 8        | 65       | 24       | —        | —        | —        | 62       | 53       | | Није ни на једном албуму                         |
| "What Would Meek Do?" (Pusha T и Канје Вест)                                                        | 2018   | 75       | 37       | —        | —        | 84       | —        | —        | —        | —        | 100      | | Daytona                                          |

### Остали пројекти
| Назив                                                                  | Година | Позиција | Позиција | Позиција | Позиција | Позиција | Позиција | Позиција | Позиција | Позиција | Позиција | Сертификат | Албум                    |
| Назив                                                                  | Година | сад      | САД R&B  | САД реп  | АУС      | КАН      | НЕМ      | ИР       | НЗ       | ШВЕ      | УК       | Сертификат | Албум                    |
| ---------------------------------------------------------------------- | ------ | -------- | -------- | -------- | -------- | -------- | -------- | -------- | -------- | -------- | -------- | ---------- | ------------------------ |
| "We Are the World 25 for Haiti" (као део супергрупе Artists for Haiti) | 2010   | 2        | —        | —        | 18       | 7        | —        | 9        | 8        | —        | 50       |            | Није ни на једном албуму |